# Picador de gelo

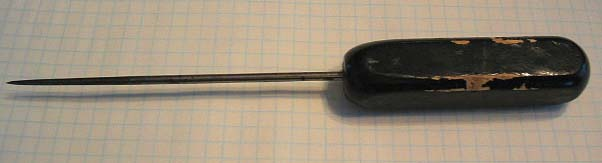
Picador de gelo

Picador de gelo é uma ferramenta manual utilizada para quebrar gelo. Pode ser tanto manual como elétrico. O seu design consiste em uma ponta de metal afiada presa a um cabo de madeira. O design da ferramenta permaneceu relativamente inalterado desde a sua criação. As únicas diferenças notáveis no design são o material usado para o cabo. O material do cabo é geralmente feito de madeira, mas também pode ser feito de plástico ou borracha. Esses materiais podem ser melhores em termos de segurança e permitem que o usuário segure melhor o picador durante o uso.

## História
Durante os anos 1800, blocos de gelo eram coletados de fontes de água congelada e distribuídos para casas próximas. Picadores de gelo eram usados para cortar facilmente os blocos em pedaços menores para uso. Em muitos casos, esses blocos menores eram usados em "iceboxes" (caixas de gelo). As "iceboxes" são parecidas no uso com geladeiras, com a principal diferença sendo que as "iceboxes" só conseguiam manter a temperatura baixa por um tempo limitado. Elas precisavam ser reabastecidas com gelo regularmente para continuar funcionando corretamente. O picador de gelo começou a perder popularidade lentamente a partir do início a meados dos anos 1900 devido à criação da geladeira moderna. Muitas geladeiras vinham com um compartimento para fazer gelo embutido, o que permitia fácil acesso a pequenos pedaços de gelo a qualquer hora e eliminou a necessidade do picador de gelo.